# Пандо (департамент)
Пандо (ісп. Pando), Панду (Pandu)— департамент Болівії.
Площа — 63 827 км². Населення — 75 335 (2008).
Адміністративний центр — місто Кобіха. Департамент було засновано 24 вересня 1938 року. Воно розташовано в басейні Амазонки, у малонаселених джунглях. Основна промисловість — виробництво каучуку.

## Географія
Регіон Пандо розташований на висоті 280 метрів над рівнем моря. У північно-західній частині регіону джунглі. Пандо розташований у дощовій частині Болівії, в районі тропічних лісів. Більшу частину року клімат спекотний, з температурою зазвичай вищою за 26 градусів Цельсія (80 за Фаренгейтом). Пандо є найменш населеним департаментом країни, більшість тропічних (лежать ближче до екватору в Амазонії) та найбільш ізольованих районів розміщуються в цьому регіоні. Характерна повна відсутність нормальних доріг, які зв'язують департамент з рештою країни. Департамент поділяється на 5 провінцій. Адміністративний центр Кобіха є найменш населеною столицею серед усіх департаментів Болівії.

## Історія
Департамент Пандо названо на честь колишнього президента країни, Хосе Мануеля Пандо (1899—1905). Нині складається з 5 провінцій.
Пандо було засновано на початку XX століття з того, що залишилось від території Акко, втраченої Бразилією в результаті війни 1903 року. Її столиця, місто Кобіха, названо на честь втраченого і зовсім не забутого народом болівійського порту з тією ж назвою на узбережжі Тихого океану. Цей район нині розташовується в Чилі.

## Економіка
Хоча Пандо багатий на природні ресурси, рівень бідності її жителів є критичним, головним чином, завдяки відсутністю доріг, надійного зв'язку провінції з рештою країни, наявності тропічних хвороб типових для життя в амазонських лісах. Основними видами економічної діяльності є: сільське господарство, лісова промисловість, заготівля й переробка крупної рогатої худоби.

## Культура
У культурному та етнічному сенсі Пандінос (населення Пандо) вважаються частиною культури Камба (Camba), болівійської низовини. У національному одязі, звичках, манерах та особливостях мови, вони схожі на населення двох сусідніх тропічних департаментів: Бені й Санта-Крус. Реально багато з перших поселенців Пандо переїхали туди з сусіднього Бені. Відносно населення цього регіону останнім часом вживають термін «нація Камба». Лінгвісти відзначають, що діалект Камба (Camba), а також звичаї жителів тропічних низовин Болівії, сильно відрізняються від гірського регіону та знаходять багато схожого на андалузький діалект.

## Тропічні хвороби
Департамент Пандо відомий численними випадками зараження жовтою гарячкою, що перебігає з тяжкими проявами. Вірус потрапляє до організму людини під час укусу комара, який переносить його від хворої людини чи тварини. Кров розносить вірус по всьому організму: до печінки, селезінки, нирок, кісткового мозку, лімфатичних вузлів, спричиняючи їх ураження.
У регіоні також зафіксовано випадки болівійської геморагічної гарячки ( гарячка Мачупо), яка може перебігати тяжко. Збудника її — вірус, було виділено з організму москіта Mansonia venezuelansis.

## Населення
| Мова                  |        |  |  |  |
| Іспанська             | 45 969 |  |  |  |
| Іноземні              | 7 719  |  |  |  |
| Аймара                | 1 848  |  |  |  |
| Кечуа                 | 1 708  |  |  |  |
| Інша рідна            | 861    |  |  |  |
| Гуарані               | 35     |  |  |  |
| Іспанська та іноземна | 44 491 |  |  |  |
| Рідна та іспанська    | 3 676  |  |  |  |
| Тільки рідна          | 336    |  |  |  |